# Medinilla mucronata
Medinilla mucronata är en tvåhjärtbladig växtart som beskrevs av Sijfert Hendrik Koorders och Reinier Cornelis Bakhuizen van den Brink. Medinilla mucronata ingår i släktet Medinilla och familjen Melastomataceae. Inga underarter finns listade i Catalogue of Life.